# Cerrado-Feldmaus
Die Cerrado-Feldmaus (Thalpomys cerradensis) ist ein Nagetier in der Familie der Wühler, das in Südamerika vorkommt.

## Merkmale
Mit einer Kopf-Rumpf-Länge von 90 bis 109 mm, einer Schwanzlänge von 51 bis 70 mm und einem Gewicht von 26 bis 40 g ist die Cerrado-Feldmaus ein kleines Nagetier, jedoch etwas größer als die andere Art der Gattung Cerrado-Mäuse. Sie hat 18 bis 21 mm lange Hinterfüße und 14 bis 17 mm lange Ohren. Das dichte und borstige Fell ist überwiegend hellbraun mit gelben, rosafarbenen oder roten Abtönungen, die mehr oder weniger deutlich hervortreten. Die dunkelsten Bereiche kommen auf dem Rücken vor, während die Kehle eher hell ist. Augenringe und die Wangen weisen orange Schattierungen auf. Die Ohren tragen kurze Haare und der Schwanz ist dicht mit Haaren besetzt. Er hat eine dunklere Oberseite. Die Cerrado-Feldmaus besitzt an jedem Finger sowie an jedem Zeh an der Basis der Kralle eine kurze Bürste aus steifen Haaren. Die drei Zitzenpaare der Weibchen sind auf Brust, Bauch und Leistenbereich verteilt.

## Verbreitung
Die Art lebt in der Savannenlandschaft Cerrado im Zentrum Brasiliens. In feuchten Bereichen der Landschaft kommen neben Gras vereinzelt Palmen vor. Gleichfalls sind in trockenen Gebieten Bäume und Büsche verstreut.

## Lebensweise
Die Cerrado-Feldmaus ist nachtaktiv vom Sonnenuntergang bis etwa drei Stunden vor dem Sonnenaufgang. Sie hält sich vorwiegend auf dem Boden auf. Nach Bränden ist die Art eines der ersten Nagetiere, die diese Gebiete wieder kolonisiert. Etwa zwei Jahre später tritt ein Populationsmaximum auf.

## Gefährdung
Landschaftsveränderungen machen Teile des Verbreitungsgebiets für die Cerrado-Feldmaus ungeeignet, was auch zur Trennung von Populationen führt. Der Gesamtbestand ist jedoch nicht bedroht. Die IUCN listet die Art als nicht gefährdet (Least Concern).